# قائمة الصحفيين العراقيين القتلى عام 2013
| تسلسل | أسم                | وسيلة إعلامية        | محل وتاريخ الوفاة         |
| ----- | ------------------ | -------------------- | ------------------------- |
| 1     | حميد رشيد عباس     | جريدة الجمهورية      | 6-2- بغداد 2013           |
| 2     | موفق العاني        | إذاعة دجلة           | المنصور، بغداد 6-5-2013   |
| 3     | زامل غنام الزوبعي  | جريدة الأيام         | الوشاش9-6- 2013           |
| 4     | قحطان سامي         | ناطق بأسم مجلس نينوى | الموصل 8-7-2013           |
| 5     | محمد كريم البدراني | قناة الشرقية         | الموصل 5-10-2013          |
| 6     | محمد غانم          | قناة الشرقية         | الموصل5-10-2013           |
| 7     | سعد زغلول          | ناطق بأسم مجلس نينوى | الموصل 8-10-2013          |
| 8     | بشار النعيمي       | قناة الموصلية        | الموصل24-10-2013          |
| 9     | علاء ادور بطرس     | فضائية نينوى الغد    | الموصل24-11- 2013         |
| 10    | وضاح الحمداني      | قناة بغداد الفضائية  | محافظة البصرة 27 -11-2013 |
| 11    | نورس النعيمي       | قناة الموصلية        | الموصل15-12-2013          |
| 12    | مهند محمد الوائلي  | السومرية نيوز        | الدورة19-12- 2013         |
| 13    | وسن العبيدي        | قناة صلاح الدين      | تكريت 23-12-2013          |
| 14    | رعد البدي          | قناة صلاح الدين      | تكريت 23-12-2013          |
| 15    | محمد عبد الحميد    | قناة صلاح الدين      | تكريت 23-12-2013          |
| 16    | أحمد الخطاب        | قناة صلاح الدين      | تكريت 23-12-2013          |
| 17    | جمال عبد الناصر    | قناة صلاح الدين      | تكريت 23-12-2013          |

## اقرأ أيضاً
- الصحفيون العراقيون القتلى والمفقودين خلال عامي 2006 و2007.
- قائمة الصحفيين القتلى في العراق.
- قائمة الصحفيين العراقيين القتلى خلال عام 2014.
- نقابة الصحفيين العراقيين